# Шикунов Юрій Іванович
Юрій Іванович Шикунов (рос. Юрий Иванович Шикунов, 8 грудня 1939, Таганрог — 15 березня 2021) — радянський футболіст, що грав на позиції півзахисника. По завершенні ігрової кар'єри — тренер.

## Ігрова кар'єра
Народився і виріс у Таганрозі. Навчався у середній школі № 9. Шикунова помітив відомий футболіст Володимир Кутушев. У 1950 році був запрошений до таганрозького «Авангарду», а через кілька матчів був забраний до місцевого «Торпедо», в якому провів два сезони, взявши участь у 54 матчах Першої ліги СРСР.
Армійську службу проходив у СКА (Ростов-на-Дону), по завершенні якої вирішив залишитись у команді. Всього відіграв за ростовських «армійців» вісім сезонів своєї ігрової кар'єри. Більшість часу, проведеного у складі ростовського СКА, був основним гравцем команди і зіграв у 215 іграх Вищої ліги СРСР і двічі входив до списку 33 найкращих футболістів сезону. 1964 року був у «срібному» складі збірної СРСР на чемпіонаті Європи, але на поле не виходив.
Завершив ігрову кар'єру у команді «Ростсельмаш», за яку виступав протягом 1968 року у Першій лізі.

## Кар'єра тренера
Чотири роки працював тренером у Німеччині, а у 1983—1984 роках був начальником СКА (Ростов-на-Дону). Потім тренував команди глухонімих футболістів — збірну Росії та ростовських гравців. У 1991—1995 роках працював начальником команди «Ростсельмашу», а в 1997 році — головним тренером «Шахтаря» (Шахти).

## Особисте життя
Син Олександр також грав за СКА та «Ростсільмаш», працював функціонером у кількох командах, у тому числі в московському «Спартаку» у 2000—2004 роках.
Юрій Шикунов помер 15 березня 2021 року на 82-му році життя.